# Оленівка (річка)
Оле́нівка — річка в Україні, у Борзнянському районі Чернігівської області. Ліва притока Борзни (басейн Дніпра).

## Опис
Довжина річки приблизно 4,5 км.

## Розташування
Бере початок на південному сході від Берестовця. Тече переважно на північний захід через село Оленівку і впадає у річку Борзну, праву притоку Дочи.